# Jauar Assiquili
Jauar ibne Abedalá (Jawhar ibn Abdallah), dito Assiquili ("o Siciliano"), Arrumi ("o Grego"), Alçaclabi ("o Eslavo"), Alcatibe ("o Chanceler") e Alcaide ("o General"), (em árabe:  جوهر الصقلي  - início do século X - 1 de fevereiro de 992)  foi o mais importante líder militar da história do Califado Fatímida. Ele liderou a conquista do Norte da África e, depois, do Egito; fundou a cidade do Cairo e construiu a grande Mesquita de Alazar.

## Biografia
Jawhar era um gulam (escravo) siciliano de origem grega. Sua família é oriunda do Emirado da Sicília (daí o epíteto الصقلي - o Siciliano) e chegou como escravo no Norte da África. Ele foi vendido ao califa Ismail Almançor por conta de sua inteligência e sagacidade. Sob o filho dele, Almuiz, ele conseguiu sua liberdade, se tornou secretário pessoal do califa e logo, vizir e comandante militar dos fatímidas. Neste papel, ele retomou a expansão do califado e, junto com os zíridas, conquistou Fez, no norte de Marrocos, e avançou em direção ao Atlântico. Apenas as fortalezas de Ceuta e Tânger permaneceram sob controle dos omíadas do Califado de Córdova.
Após ter assegurado as suas fronteiras ocidentais, al-Siquili avançou em direção ao Egito e ocupou todo o território à volta do Nilo, então controlado pelos iquíxidas (regentes em nome dos abássidas de Bagdá), após um cerco em Giza. A conquista foi antecipada por um tratado com o vizir dos iquíxidas (pelo qual os sunitas teriam liberdade de culto) e, assim, os fatímidas conquistaram a região enfrentando pouca resistência. Depois disso, Jauar governou o Egito até 972 em nome do califa.
Nesta função, ele fundou a cidade do Cairo em 969, ao norte de Fostate, para servir como nova residência dos califas fatímidas e mandou construir a Mesquita de Alazar em 970. Embora a Palestina tenha sido ocupada após a conquista do Egito, a Síria resistiu após uma derrota dos fatímidas pelas mãos dos carmatas de Damasco. Porém, quando estes invadiram o Egito, Jauar os derrotou em 22 de dezembro de 970, ainda que lutas esporádicas tenham continuado até 974. Para assegurar a fronteira meridional do Egito, uma embaixada foi enviada às terras cristãs da Núbia.
Após a mudança do califa para o Cairo, Jauar caiu em desgraça com Almuiz. Sob o seu sucessor, Alaziz (r. 975–996), em cuja ascensão Jauar teve um importante papel, ele foi reabilitado e se tornou regente novamente até 979. Finalmente, ele terminou em desgraça novamente após uma nova derrota na Síria, perto de Damasco.
O grande general morreu em 1 de fevereiro de 992.